# Ranchería los Pintados
Ranchería los Pintados  är en ort i kommunen San José del Rincón i delstaten Mexiko i Mexiko. Samhället hade 129 invånare vid folkräkningen 2020.